# Olympische Sommerspiele 2024/Teilnehmer (Jordanien)
| Gelbes Symbol für Goldmedaillen mit stilisierten Olympischen Ringen | Graues Symbol für Silbermedaillen mit stilisierten Olympischen Ringen | Braundes Symbol für Bronzemedaillen mit stilisierten Olympischen Ringen |
| ------------------------------------------------------------------- | --------------------------------------------------------------------- | ----------------------------------------------------------------------- |
| —                                                                   | 1                                                                     | —                                                                       |

Jordanien nahm an den Olympischen Spielen 2024 vom 26. Juli bis zum 11. August 2024 in Paris teil. Es war die insgesamt zwölfte Teilnahme an Olympischen Sommerspielen.

## Teilnehmer nach Sportarten

### Boxen
Beim ersten internationalen Qualifikationsturnier konnte sich Obada Al-Kasbeh im Halbweltergewicht der Männer qualifizieren. Beim zweiten internationalen Qualifikationsturnier in Bangkok konnten sich zwei weitere jordanische Boxer für die Spiele qualifizieren.
| Athleten         | Wettbewerb         | 1. Runde         | 1. Runde | Achtelfinale | Achtelfinale | Viertelfinale | Viertelfinale | Halbfinale    | Halbfinale    | Finale        | Finale        | Rang |
| Athleten         | Wettbewerb         | Gegner           | Ergebnis | Gegner       | Ergebnis     | Gegner        | Ergebnis      | Gegner        | Ergebnis      | Gegner        | Ergebnis      | Rang |
| ---------------- | ------------------ | ---------------- | -------- | ------------ | ------------ | ------------- | ------------- | ------------- | ------------- | ------------- | ------------- | ---- |
| Männer           |                    |                  |          |              |              |               |               |               |               |               |               |      |
| Obada Al-Kasbeh  | Klasse bis 63,5 kg | D. Clancy        | 3:2      | S. Oumiha    | 0:5          | ausgeschieden | ausgeschieden | ausgeschieden | ausgeschieden | ausgeschieden | ausgeschieden | 9    |
| Zeyad Iashaish   | Klasse bis 71 kg   | A. Schymbergenow | 3:2      | S. Okazawa   | 3:2          | L. Richardson | 2:3           | ausgeschieden | ausgeschieden | ausgeschieden | ausgeschieden | 5    |
| Hussein Iashaish | Klasse bis 80 kg   | Freilos          | Freilos  | G. Veočić    | 0:5          | ausgeschieden | ausgeschieden | ausgeschieden | ausgeschieden | ausgeschieden | ausgeschieden | 9    |

### Leichtathletik
Keine jordanischen Leichtathleten konnten die Olympianormen des Weltverbandes erreichen. Über den Universalstartplatz nimmt Mo'ath Alkhawaldeh am Marathon der Männer teil.
Laufen und Gehen
| Athleten           | Wettbewerb | Vorlauf | Vorlauf | Halbfinale | Halbfinale | Finale    | Finale | Rang |
| Athleten           | Wettbewerb | Zeit    | Rang    | Zeit       | Rang       | Zeit      | Rang   | Rang |
| ------------------ | ---------- | ------- | ------- | ---------- | ---------- | --------- | ------ | ---- |
| Männer             |            |         |         |            |            |           |        |      |
| Mo'ath Alkhawaldeh | Marathon   | —       | —       | —          | —          | 2:20:01 h | 65     | 65   |

### Schwimmen
| Athleten       | Wettbewerb     | Vorlauf     | Vorlauf | Halbfinale    | Halbfinale    | Finale        | Finale        | Rang |
| Athleten       | Wettbewerb     | Zeit        | Rang    | Zeit          | Rang          | Zeit          | Rang          | Rang |
| -------------- | -------------- | ----------- | ------- | ------------- | ------------- | ------------- | ------------- | ---- |
| Frauen         |                |             |         |               |               |               |               |      |
| Karin Belbeisi | 400 m Freistil | 4:37,30 min | 21      | —             | —             | ausgeschieden | ausgeschieden | 21   |
| Männer         |                |             |         |               |               |               |               |      |
| Amro Al-Wir    | 200 m Brust    | 2:15,78 min | 23      | ausgeschieden | ausgeschieden | ausgeschieden | ausgeschieden | 23   |

### Taekwondo
Für die olympische Rangliste konnten sich drei jordanische Athleten im Taekwondo qualifizieren. Zudem gewann Rama Abo Al-Rub einen Startplatz beim asiatischen Qualifikationsturnier in Tai’an.
| Athleten           | Wettbewerb        | 1. Runde | 1. Runde | Achtelfinale    | Achtelfinale | Viertelfinale | Viertelfinale | Halbfinale    | Halbfinale    | Hoffnungsrunde | Hoffnungsrunde | Finale / Platz 3 | Finale / Platz 3 | Rang   |
| Athleten           | Wettbewerb        | Gegner   | Ergebnis | Gegner          | Ergebnis     | Gegner        | Ergebnis      | Gegner        | Ergebnis      | Gegner         | Ergebnis       | Gegner           | Ergebnis         | Rang   |
| ------------------ | ----------------- | -------- | -------- | --------------- | ------------ | ------------- | ------------- | ------------- | ------------- | -------------- | -------------- | ---------------- | ---------------- | ------ |
| Frauen             |                   |          |          |                 |              |               |               |               |               |                |                |                  |                  |        |
| Julyana Al-Sadeq   | Klasse bis 67 kg  | —        | —        | L. N. Naitasi   | 2:0          | Song J.       | 1:2           | ausgeschieden | ausgeschieden | ausgeschieden  | ausgeschieden  | ausgeschieden    | ausgeschieden    | 9      |
| Rama Abo Al-Rub    | Klasse über 67 kg | —        | —        | F.-E. Aboufaras | 2:1          | N. Kuş        | 1:2           | ausgeschieden | ausgeschieden | ausgeschieden  | ausgeschieden  | ausgeschieden    | ausgeschieden    | 9      |
| Männer             |                   |          |          |                 |              |               |               |               |               |                |                |                  |                  |        |
| Zaid Kareem        | Klasse bis 68 kg  | Freilos  | Freilos  | E. Pontes       | 2:1          | H. Reçber     | 2:0           | B. Sinden     | 2:1           | —              | —              | U. Rashitov      | 0:2              | Silber |
| Saleh Al-Sharabaty | Klasse bis 80 kg  | Freilos  | Freilos  | H. Marques      | 0:2          | ausgeschieden | ausgeschieden | ausgeschieden | ausgeschieden | ausgeschieden  | ausgeschieden  | ausgeschieden    | ausgeschieden    | 11     |

### Tischtennis
Durch seinen Sieg beim westasiatischen Qualifikationsturnier in Sulaimaniyya konnte sich Zaid Abo Yaman für das Männereinzel qualifizieren.
| Athleten       | Wettbewerb | 1. Runde | 1. Runde | 2. Runde      | 2. Runde      | 3. Runde      | 3. Runde      | Achtelfinale  | Achtelfinale  | Viertelfinale | Viertelfinale | Halbfinale    | Halbfinale    | Finale / Platz 3 | Finale / Platz 3 | Rang |
| Athleten       | Wettbewerb | Gegner   | Erg.     | Gegner        | Erg.          | Gegner        | Erg.          | Gegner        | Erg.          | Gegner        | Erg.          | Gegner        | Erg.          | Gegner           | Erg.             | Rang |
| -------------- | ---------- | -------- | -------- | ------------- | ------------- | ------------- | ------------- | ------------- | ------------- | ------------- | ------------- | ------------- | ------------- | ---------------- | ---------------- | ---- |
| Männer         |            |          |          |               |               |               |               |               |               |               |               |               |               |                  |                  |      |
| Zaid Abo Yaman | Einzel     | H. Desai | 0:4      | ausgeschieden | ausgeschieden | ausgeschieden | ausgeschieden | ausgeschieden | ausgeschieden | ausgeschieden | ausgeschieden | ausgeschieden | ausgeschieden | ausgeschieden    | ausgeschieden    | 65   |

### Turnen
Über die Weltcupwertung am Pauschenpferd qualifizierte sich mit Ahmad Abu Al-Soud ein jordanischer Turner für die Olympischen Spiele.

#### Gerätturnen
| Athleten          | Wettbewerb    | Qualifikation | Qualifikation | Finale        | Finale        | Rang          |
| Athleten          | Wettbewerb    | Punkte        | Rang          | Punkte        | Rang          | Rang          |
| ----------------- | ------------- | ------------- | ------------- | ------------- | ------------- | ------------- |
| Männer            |               |               |               |               |               |               |
| Ahmad Abu Al-Soud | Pauschenpferd | 12,466        | 51            | ausgeschieden | ausgeschieden | ausgeschieden |